# 베트남의 교통표지

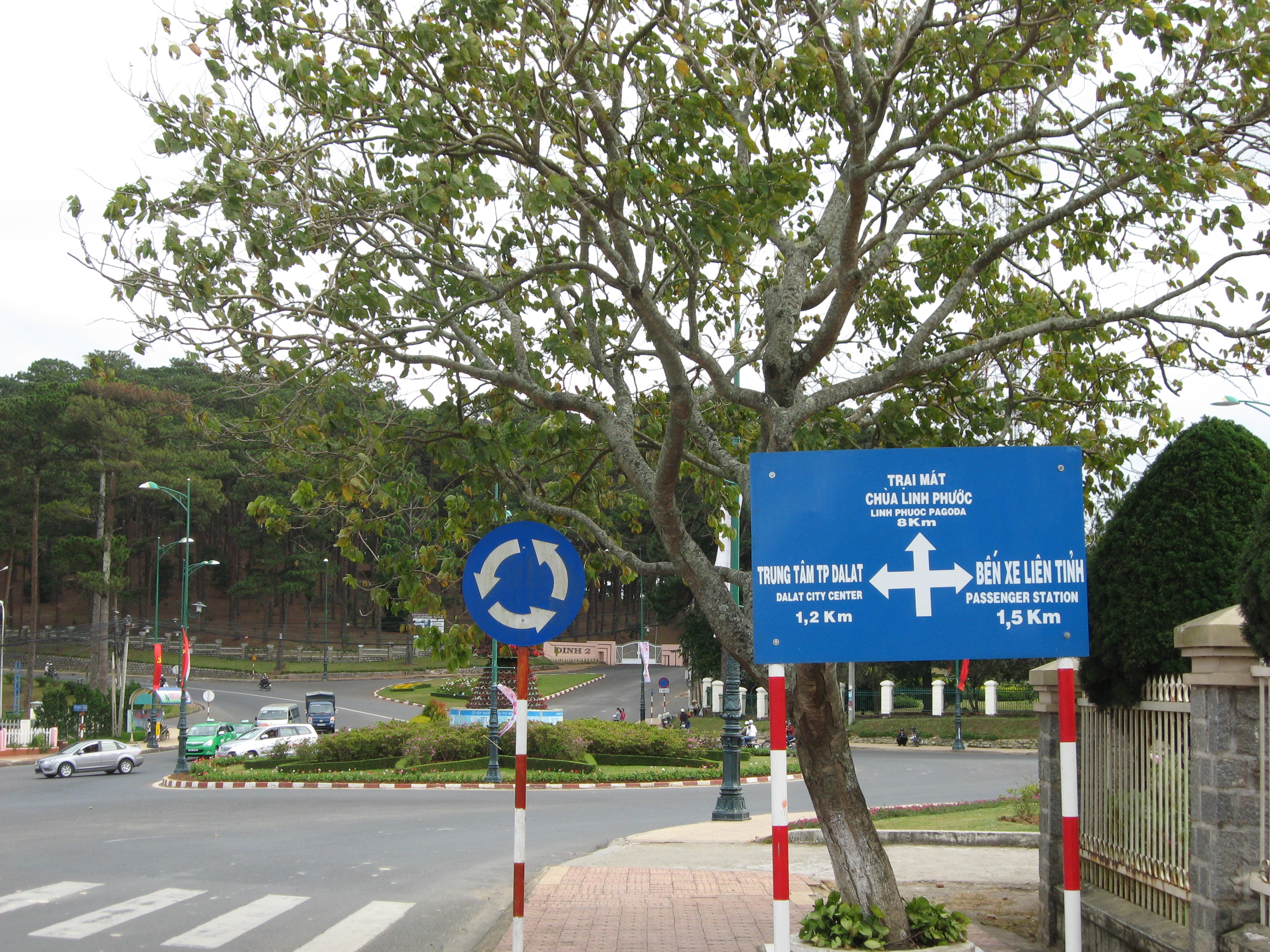
2011년 촬영된 다랏의 교통 표지판과 방향 표지판

베트남의 도로교통표지(베트남어: biển báo giao thông đường bộ) 또는 교통표지(베트남어: biển báo giao thông) 시스템은 1968년 빈 협약과 GMS-CBTA 협정에 따라 규정된다. 일부 표지는 베트남어와 영어로 모두 쓰여 있다. 현재의 표지판 시스템은 베트남 도로 관리에서 편찬하고, 베트남 과학기술부에서 평가하고, 베트남 교통부에서 2020년에 발표한 《도로 표지판에 대한 국가 기술 규정》(QCVN 41:2019/BGTVT 또는 규정 41)에 따라 규제된다.
표지판에 사용된 글꼴은 반쉬리프트(Bahnschrift) 글꼴을 본떠 만든 "giaothong1"(폭이 좁은 글꼴)"과 "giaothong2"(일반 글꼴)이다. 표지판 코드에 사용되는 접두사는 다음과 같다.: P (금지), DP (금지 해제), W (위험 및 경고), R · R.E (명령), I (안내), IE (고속도로 안내), S · S.G · S.H (보조)

## 금지표지

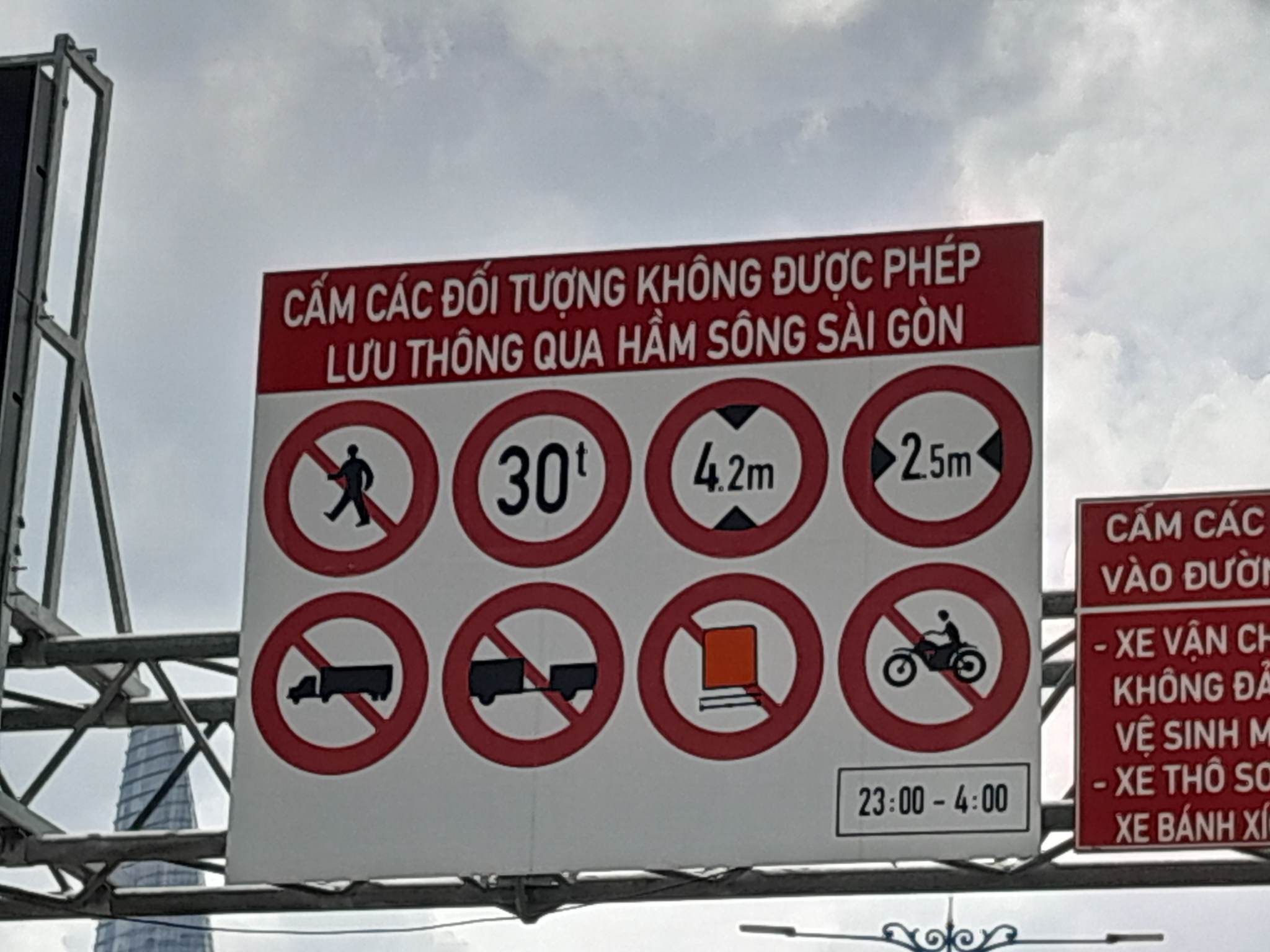
사이공강 터널 입구의 금지 표지판

금지표지(biển báo cấm)는 도로 이용자가 위반해서는 안 되는 금지 사항을 나타내는 표지판이다. 금지 표지는 주로 원형이며, 빨간색 테두리와 흰색 배경에 검은색 그림, 숫자 또는 문자로 금지 사항을 표시하지만, 특별한 경우는 예외이다.
두 차량 간 최소 거리 유지, 추월 금지, 속도 제한, 경적 사용 금지, 주차 금지, 정차 금지 표지는 표지판이 설치된 지점부터 다음 삼거리 또는 사거리까지 또는 동등한 금지 표지판 끝까지 유효하다. 두 차량 사이의 최소 거리, 경적 사용 금지, 주차 금지 및 정차 금지 등의 표지판도 추가 표지판을 기반으로 한다.

P.101: 모든 차량 금지
P.102: 진입금지
P.103a: 자동차 금지
P.103b: 자동차 좌회전 금지
P.103c: 자동차는 우회전 금지
P.104: 이륜차 금지
P.105: 자동차와 이륜차 금지
P.106a: 화물차 금지
P.106b: 허용하중을 초과하는 적재량을 가진 화물차 금지[3] (트랙터와 특수 목적 차량 금지)
P.106c: 위험물 운반 차량 금지
P.107: 승용차 및 화물차 금지(트랙터 및 특수 이륜차도 금지)
P.107a: 버스 금지
P.107b: 택시 금지
P.108:  트레일러 차량 금지
P.108a: 세미트레일러 차량 금지
P.109: 트랙터 금지
P.110a: 자전거 금지
P.110b: 물품운반 자전거 금지
P.111a: 원동기장치자전거 금지
P.111b: 동력 3륜차 금지
P.111c: 사이드카가 있는 이륜파 금지
P.111d: 비동력 3륜차 금지
P.112: 보행자 금지
P.113: 손수레 차량 금지
P.114: 동물이 끄는 차량 금지
P.115: 차량 중량 제한
P.116: 차축 중량 제한
P.117: 차높이 제한
P.118: 차폭 제한
P.119: 차량 길이 제한
P.120: 자동차, 트랙터 트레일러, 세미 트레일러의 길이 제한
P.121: 두 차량 사이의 최소 거리(표지판 S501: 표지판의 효과 범위가 함께 표시될 수 있음)
P.123a: 좌회전 금지(유턴 금지)
P.123b: 우회전 금지
P.124a1: 유턴 금지(좌회전 허용)
P.124a2: 유턴 금지(좌회전 허용)
P.124b1: 유턴 금지(좌회전 허용)
P.124b2: 유턴 금지(좌회전 허용)
P.124c: 좌회전 및 유턴 금지
P.124d: 우회전 및 유턴 금지
P.124f: 우회전 및 유턴 금지
P.124e: 좌회전 및 유턴 금지
P.125: 추월 금지
P.126: 화물차앞 추월 금지
P.127: 최고속도제한(20 km/h)
P.127: 최고속도제한(30 km/h)
P.127: 최고속도제한(40 km/h)
P.127: 최고속도제한(50 km/h)
P.127: 최고속도제한(60 km/h)
P.127: 최고속도제한(70 km/h)
P.127: 최고속도제한(80 km/h)
P.127: 최고속도제한(90 km/h)
127a: 야간 최고속도제한 (표지판 R420: 주거지역 시작이 배치된 후 표지판 R421: 주거지역 끝 위치까지 유효)
P.127b: 차선별 속도 제한
P.127c: 차선·차량별 속도 제한
P.127d: 차선별 속도 제한 해제
P.127e: 차선·차량별 속도 제한 해제
P.128: 경적 사용 금지 (표지판 S501: 표지판의 효과 범위가 함께 표시될 수 있음)
P.129: 확인하다
P.130: 정차 및 주차 금지
P.131a: 주차 금지
P.131b: 홀수일에는 주차 불가
P.131c: 짝수날 주차금지
P.132: 좁은 도로에서는 반대편 차량에 길을 양보하세요.
DP.133: 추월 금지 해제
DP.134: 최대 속도 제한 해제
DP.135: 모든 금지 해제
P.136: 직진 금지
P.137: 좌·우회전 금지
P.138: 직·좌회전 금지
P.139: 직·우회전 금지
P.140: 농업용 차량 및 유사 차량 운행 금지

## 위험 및 경고 표지
위험 및 경고 표지(Biển báo nguy hiểm và cảnh báo)는 교통 참여자에게 도로상의 위험을 미리 알려서 이를 사전에 예방할 수 있도록 하는 표지판이다. 표지는 주로 정삼각형에 빨간색 테두리, 노란색 배경에 검은색 그림이 그려져 있으며 표지로 전달해야 할 상황을 설명한다.

W.201a: 좌로 굽은길 위험
W.201b: 우로 굽은길 위험
W.201c: 우측 전복 위험이 있는 굽은길(좌측으로 회전)
W.201d: 좌측 전복 위험이 있는 굽은길(우측으로 회전)
W.202a: 굽은길이 여러 번 이어짐, 첫 번째 방향이 좌측
W.202b: 굽은길이 여러 번 이어짐, 첫 번째 방향이 우측
W.203a: 양쪽이 좁아짐
W.203b: 좌측으로 좁아짐
W.203c: 우측으로 좁아짐
W.204: 양방향 도로
W.205a: 교차로 (십자형)
W.205b: 교차로 (좌측 갈림길)
W.205c: 교차로 (우측 갈림길)
W.205d: 교차로 (T형)
W.205e: 교차로 (Y형)
W.206: 원형 교차로
W.207a: 비우선 도로와의 교차로
W.207b: 비우선 도로와의 교차로
W.207c: 비우선 도로와의 교차로
W.207d: 비우선 도로와의 교차로
W.207e: 비우선 도로와의 교차로
W.207f: 비우선 도로와의 교차로
W.207g: 비우선 도로와의 교차로
W.207h: 비우선 도로와의 교차로
W.207i: 비우선 도로와의 교차로
W.207j: 비우선 도로와의 교차로
W.207k: 비우선 도로와의 교차로
W.207l: 비우선 도로와의 교차로
W.207m: 비우선 도로와의 교차로
W.208: 우선 도로와의 교차로
W.209: 신호등 교차로
W.210: 차단기가 있는 철도 건널목
W.211a: 장벽 없는 철도 건널목
W.211b: 철도 노선과의 교차점 (현지 고속도로에서만 볼수 있음)
W.212: 좁은 교량
W.213: 임시교
W.214: 가동교
W.215a: 제방, 전방 깊은 협곡
W.215b: 제방, 도로 우측 깊은 협곡
W.215c: 제방, 도로 좌측 깊은 협곡
W.216a: 지하도 (일반적으로 추가 수위계가 있음)
W.216b: 폭발성 홍수의 위험이 있는 지하도(일반적으로 수위를 표시하기 위해 추가 수위 표시기가 설치됨)
W.217: 페리 터미널
W.218: 문
W.219: 위험한 내리막길
W.220: 위험한 오르막길
W.221a: 울퉁불퉁한 길
W.221b: 과속방지턱
W.222a: 미끄러운 길
W.222b: 위험한 길가
W.223a: 우측 위험한 절벽
W.223b: 좌측 위험한 절벽
W.224: 횡단보도
W.225: 어린이
W.226: 자전거 통행로
W.227: 공사장
W.228a: 좌측 낙석
W.228b: 우측 낙석
W.228c: 자갈 및 바위 튐
W.228d: 약한 도로 바닥
W.229: 항공기 이·착륙 스트립
W.230: 가축
W.231: 야생 동물
W.232: 횡풍(일반적으로 이러한 지역에는 풍속계를 설치하여 바람의 세기를 나타냄)
W.233: 기타 위험
W.234: 양방향 도로 교차로
W.235: 이중 도로 시작
W.236: 이중 도로 끝
W.237: Cầu vồng
W.238: 전방 고속도로
W.239: 가공 전력 케이블 (추가 표지 S509a: 안전 높이 포함)
W.240: 터널
W.241: 교통 체증
W.242a: 수직 철길건널목 (단선)
W.242b: 수직 철길건널목 (복선)
W.243a: 비수직 철길건널목 경고(50m)
W.243b: 비수직 철길건널목 경고(100m)
W.243c: 비수직 철길건널목 경고(150m)
W.244: 사고가 자주 발생하는 도로
W.245a: 천천히
W.245b: 천천히 (이중언어)
W.246a: 장애물 주의 - 양측으로
W.246b: 장애물 주의 – 좌측으로
W.246c: 장애물 주의 - 우측으로
W.247: 주차된 차량에 주의

## 명령 표지
명령 표지(Biển báo hiệu lệnh)는 따라야 할 명령을 나타내는 표지판이다. 교통 참가자는 표지판에 적힌 명령을 따라야 한다(일부 특수 표지판 제외). 표지는 파란색 배경에 원형으로 되어 있으며(일시정지 표지는 빨간색 배경에 팔각형 모양), 도로 이용자에게 알리는 명령을 나타내는 흰색 그림이 그려져 있다.

R.122: 일시정지
R.301a: 직진만 가능
R.301b: 우회전만 가능
R.301c: 좌회전만 가능
R.301d: 우회전만 가능
R.301e: 좌회전만 가능
R.301f: 직·우회전만 가능
R.301g: 직·좌회전만 가능
R.301h: 좌·우회전만 가능
R.302a: 우측방 통행
R.302b: 좌측방 통행
R.302c: 양측방 통행
R.303: 회전교차로
304: 비자동차용 도로
R.305: 횡단 보도
R.306: 최저속도제한
R.307: 최저속도제한 해제
R.308a: 입체교차로
R.308b: 입체교차로
R.309: 경적
R.310a: 위험물을 운반 차량 좌회전만 허용.
R.310b: 위험물을 운반 차량 직진만 허용.
R.310c: 위험물을 운반 차량 우회전만 허용.
R.403a: 자동차 도로
R.403b: 자동차·오토바이 도로
R.403e: 오토바이 도로
R.415a: 차량별 차선 구분
R.420: 인구 밀집 지역 시작
R.421: 인구 밀집 지역 끝

### 터널 표지

R.E,11a: 터널
R.E,11b: 터널 끝

## 안내 표지

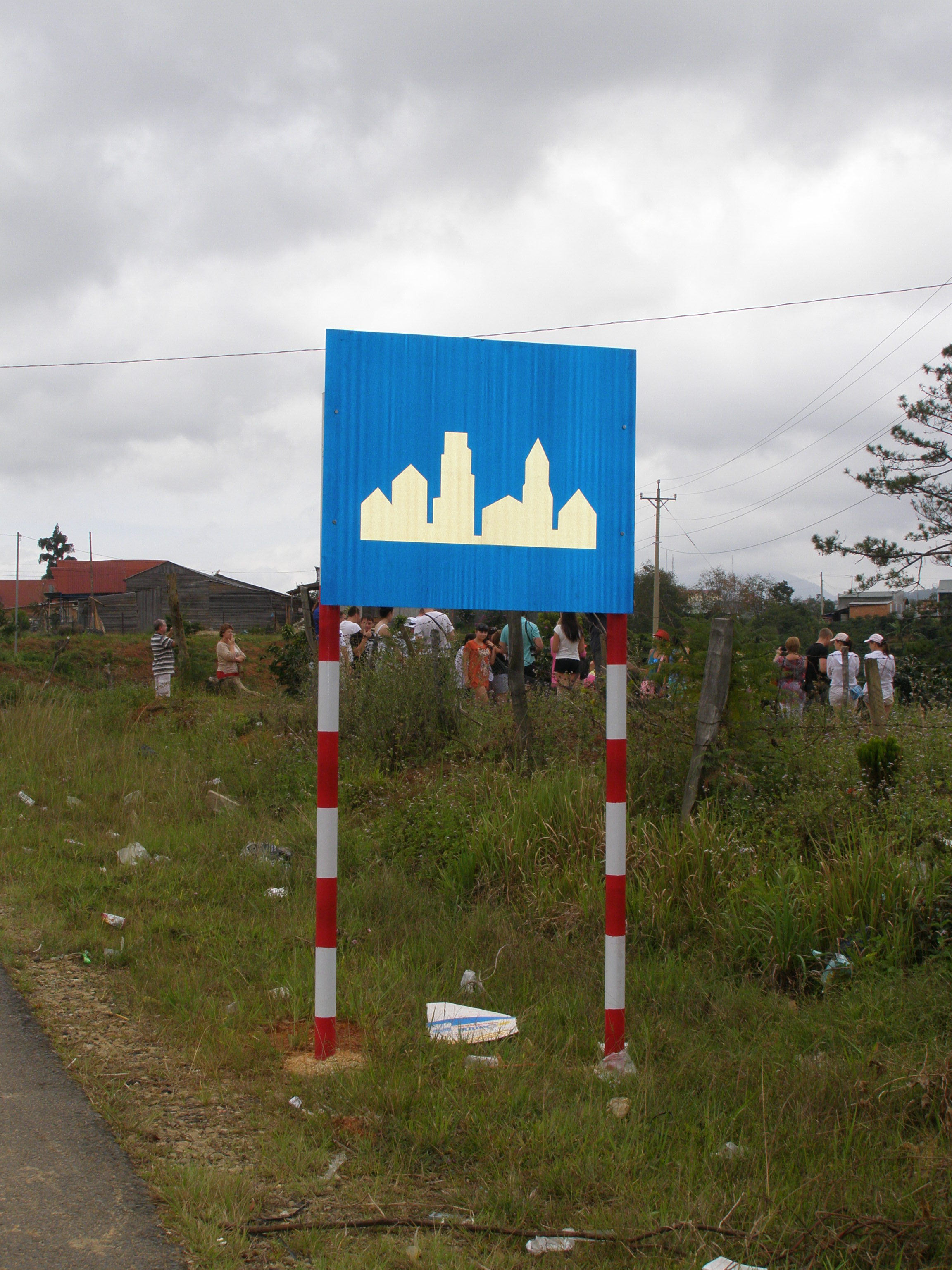
I.420 표지판 – 달랏내 인구 밀집 지역 시작점

안내 표지(hết cấm) 그룹은 교통 참여자에게 정보와 필요한 지침을 제공하는 데 사용되는 표지판 그룹이다. 표지는 주로 직사각형, 정사각형 또는 화살표 모양이며 파란색 배경이다.

I.401: 우선 도로 시작
I.402: 우선 도로 끝
I.405a: 오른쪽 막다른 길
I.405b: 왼쪽 막다른 길
I.405c:전방 막다른 길
I.406: 좁은 도로를 통한 우선권
I.407a: 일방통행 도로
I.407b: 일방통행 도로
I.407c: 일방통행 도로
I.408: 주차
I.408a: 일부 도로 주차
I.409: 회전
I.410: 회전 영역
I.413a: 전방 승용차 전용차로
I.413b: 승용차 전용차로가 있는 도로로 진입
I.413c: 승용차 전용차로가 있는 도로로 진입
I.414a: 길찾기
I.414b: 길찾기
I.414c: 길찾기
I.414d: 길찾기
I.415: 화살표 방향
I.416: 우회로
I.417a: 각 차량 종류별 올바른 방향
I.417b: 각 차량 종류별 올바른 방향
I.417c: 각 차량 종류별 올바른 방향
I.418: 회전 금지 위치의 우회로
I.419a: 지리적 표시
I.419b: 지리정보(이중언어)
I.422a: 역사적 유적지
I.422b: 역사적 유적지(이중언어)
I.423a: 횡단보도 위치
I.423b: 횡단보도 위치
I.423c: 산책로 시작점
I424a: 보행자 육교
I424b: 보행자 육교
I424c: 보행자 지하도
I424d: 보행자 지하도
I425: 병원
I.426: 응급처치소
I.427a: 수리소
I.427b: 차량적재검사소
I.428: 주유소
I.429: 세차장
I.430: 전화
I.431: 휴게소
I.432: 호텔
I.433a: 리조트
I.433b: 캠핑
I.433c: 이동색 주택
I.433d: 캠핑 및 이동식 주택
I.433e: 숙박시설
I.434a: 버스 정류장
I.434b: 트럭 정류장
I.435: 노면전차역
I.436: 교통경찰
I.437: 고속도로
I.439: 교량 이름
I.440: 도로 공사중
I.441a: 공사 현장 앞 표지판
I.441b: 공사 현장 앞 표지판
I.441c: 공사 현장 앞 표지판
I.442: 시장
I.443: 트레일러
I.444a: 기차역 표지판
I.444b: 공항 표지판
I.444c: 주차 표지판
I.444d: 장거리 버스 정류장 표지판
I.444e: 비상구 표지판
I.444f: 여객선착장 표지판
I.444g: 관광지 및 관광안내 표지판
I.444h: 주유소 간판
I.444i: 세차장 표지판
I.444j: 페리 터미널 표지판
I.444k: 지하철역 표지판
I.444l: 휴게소 표지판
I.444m: 자동차 정비소 표지판
I.445a: 미끄러운 길, 서행
I.445b: 가파른 길, 서행
I.445c: 안개 낀 길
I.445d: 노반이 약함
I.445e:대형 차량 우측 유지
I.445f: 횡풍
I.445g: 사고가 자주 발생하는 도로
I.445h: 연속 내리막길
I.446: 장애인 주차
I.447a: 입체교차로
I.447b: 입체교차로
I.447c: 입체교차로
I.447d: 입체교차로
I.448: 구조 차선 또는 비상 출구 차선
I.449: 아시안 하이웨이 도로번호

### 고속도로 안내 표지

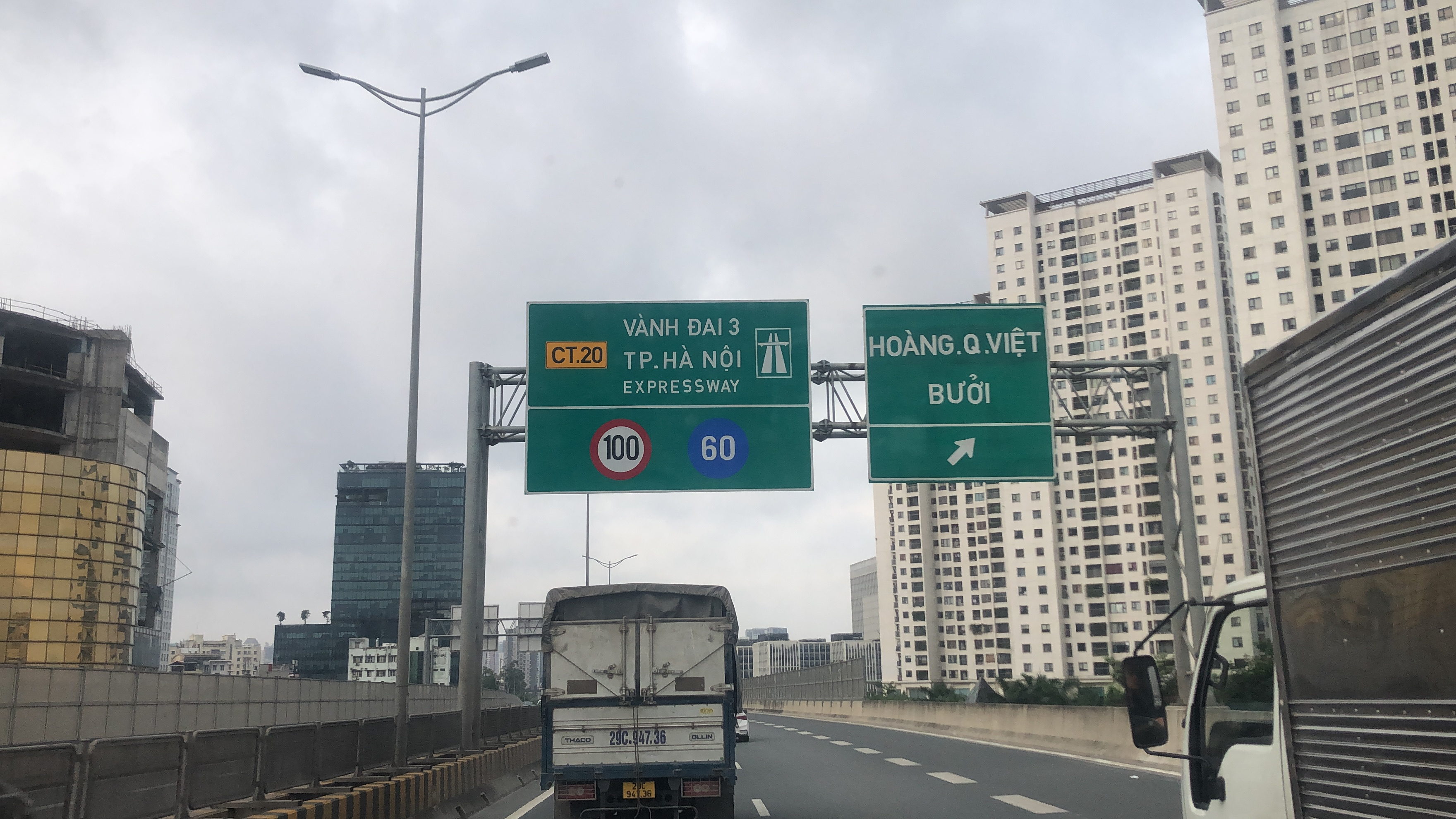
하노이 순환도로 제3호선의 IE.452 및 IE.464 표지판

고속도로 안내 표지(biển chỉ dẫn trên đường cao tốc)는 운전자에게 고속도로에서 안전하게 운전하고 원하는 목적지에 도착할 수 있도록 완전하고 정확한 정보를 제공하는 데 사용된다. 이러한 표지는 베트남어와 영어로 작성되며, 일반적으로 흰색 테두리가 있는 녹색 배경에 흰색으로 표시된다.

IE.450a: 고속도로 진입 도로와의 교차로까지의 거리
IE.450b: 고속도로 진입 도로와의 교차로
IE.451a: 고속도로 입구까지의 거리
IE.451b: 고속도로 입구
IE.452: 고속도로 시작
IE.453a: 고속도로 끝까지의 거리
IE.453b: 고속도로 종점
IE.453c: 고속도로 끝
IE.454: 이번 출구까지의 거리
IE.455: 다음 출구까지의 거리
IE.456a: 휴게소까지의 거리
IE.456b: 휴게소 방향으로 방향 전환
IE.456c: 휴게소 입구
IE.457a: 휴게소 주차 공간까지의 거리
IE.457b: 휴게소 주차 위치로 방향 전환
IE.458: 다음 휴게소까지의 거리
IE.459a: 관광지까지의 거리
IE.459b: 관광지 방향
IE.460a: 종형 킬로미터 표지 (한자릿수)
IE.460b: 종형 킬로미터 표지 (두자릿수)
IE.460c: 종형 킬로미터 표지 (세자릿수)
IE.461a: 여가,공공 서비스 구역까지의 거리
IE.461b: 여가,공공 서비스 구역 방향
IE.461c: 공공 서비스 구역 방향
IE.461d: 여가 구역 방향
IE.462: 라디오 주파수
IE.463a: 차량 적재량 검사소까지의 거리
IE.463b: 차량 적재량 검사소 위치 방향
IE.463c: 차량 적재량 검사소 입구
IE.464a: 일방통행 출구
IE.464b: 위치 방향
IE.465: 위치 및 거리
IE.466: 일방통행 출구 다이어그램
IE.467a: 차선 합류 지점까지의 거리
IE.467b: 차선진입위치
IE.468a: 전방 장애물
IE.468b: 전방 장애물
IE.468c: 전방 장애물
IE.469a: 우회전 갈매기표
IE.469b: 좌회전 갈매기표
IE.470: 긴급전화번호
IE.471: 안전 운전 거리 유지
IE.472a: 요금소까지 거리
IE.472b: 요금소
IE.472c: 전자 통행료 징수에서 정지하지 말것
IE.472d: 카드 뽑는곳
IE.472e: 통행료 징수
IE.473: 속도 감소
IE.474: 고속도로 출구

## 보조 표지
보조 표지(biển phụ)와 문자로 쓰여진 표지는 위의 표지의 내용을 보완하기 위한 표지이거나 단독으로 사용되는 표지이다.

S.501: 표지 영향 범위
S.502: 신호 대상까지의 거리
S.503a: 표지 영향 방향
S.503b: 표지 영향 방향
S.503c: 표지 영향 방향
S.503d: 표지 영향 방향
S.503e: 표지 영향 방향
S.503f: 표지 영향 방향
S.504: 차선
S.505a: 차량유형
S.505b: 교량 위 차량 제한
S.505c: 교량 위 축중 제한
S.506a: 우선도로 지시
S.506b: 우선도로 지시
S.507: 회전 방향
S.508a: 시간
S.508b: 시간
S.509a: 안전높이
S.509b: 주차금지
S.510a: 눈,얼음으로 인한 미끄러운 도로 주의
S.G,7: 캠핑 장소
S.G,8: 숙소 장소

## 폐기된 표지

정지 신호(베트남 공화국)

## 사진첩

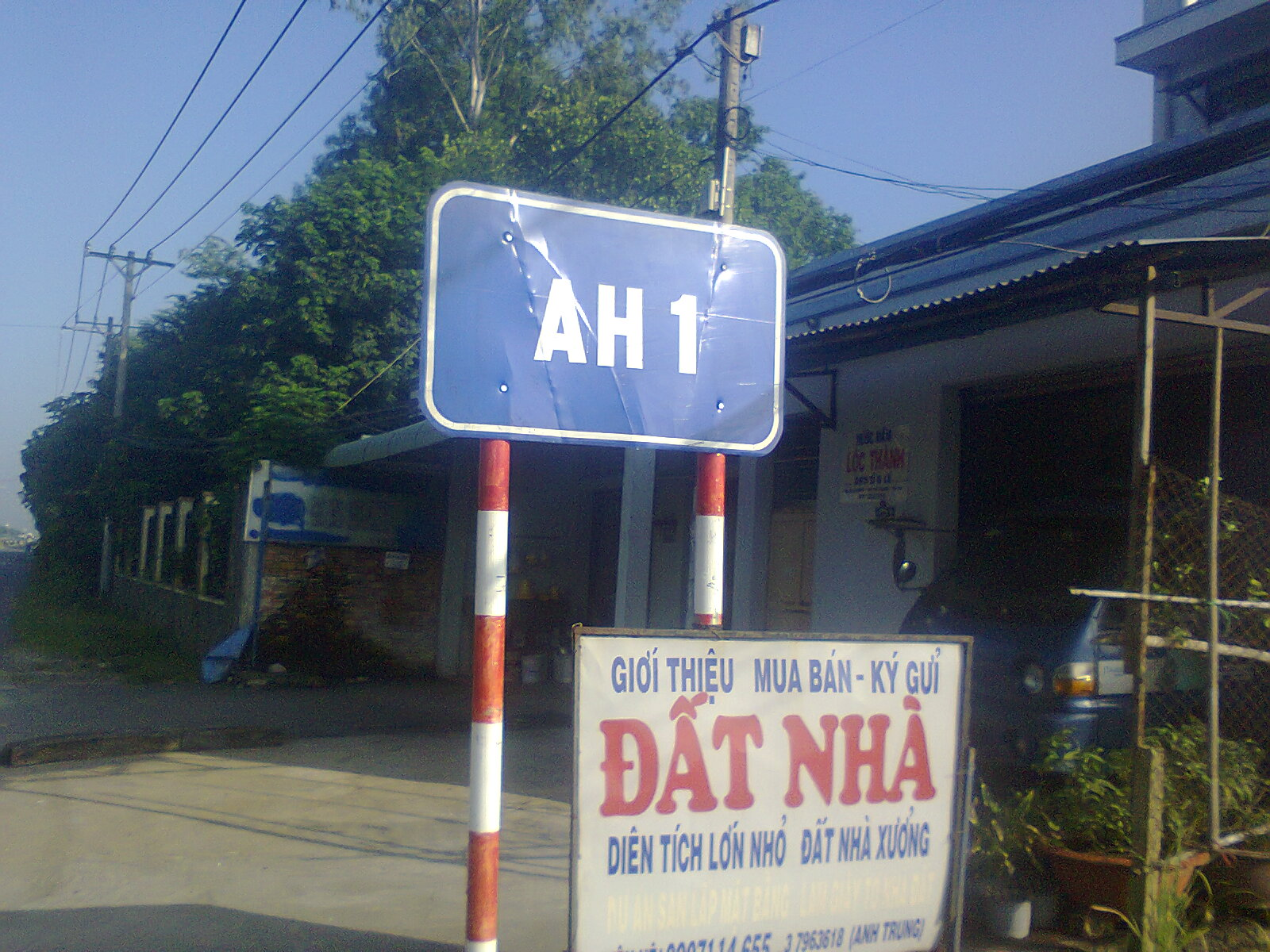
22번 고속도로의 아시안 하이웨이 도로 명판(I.449)
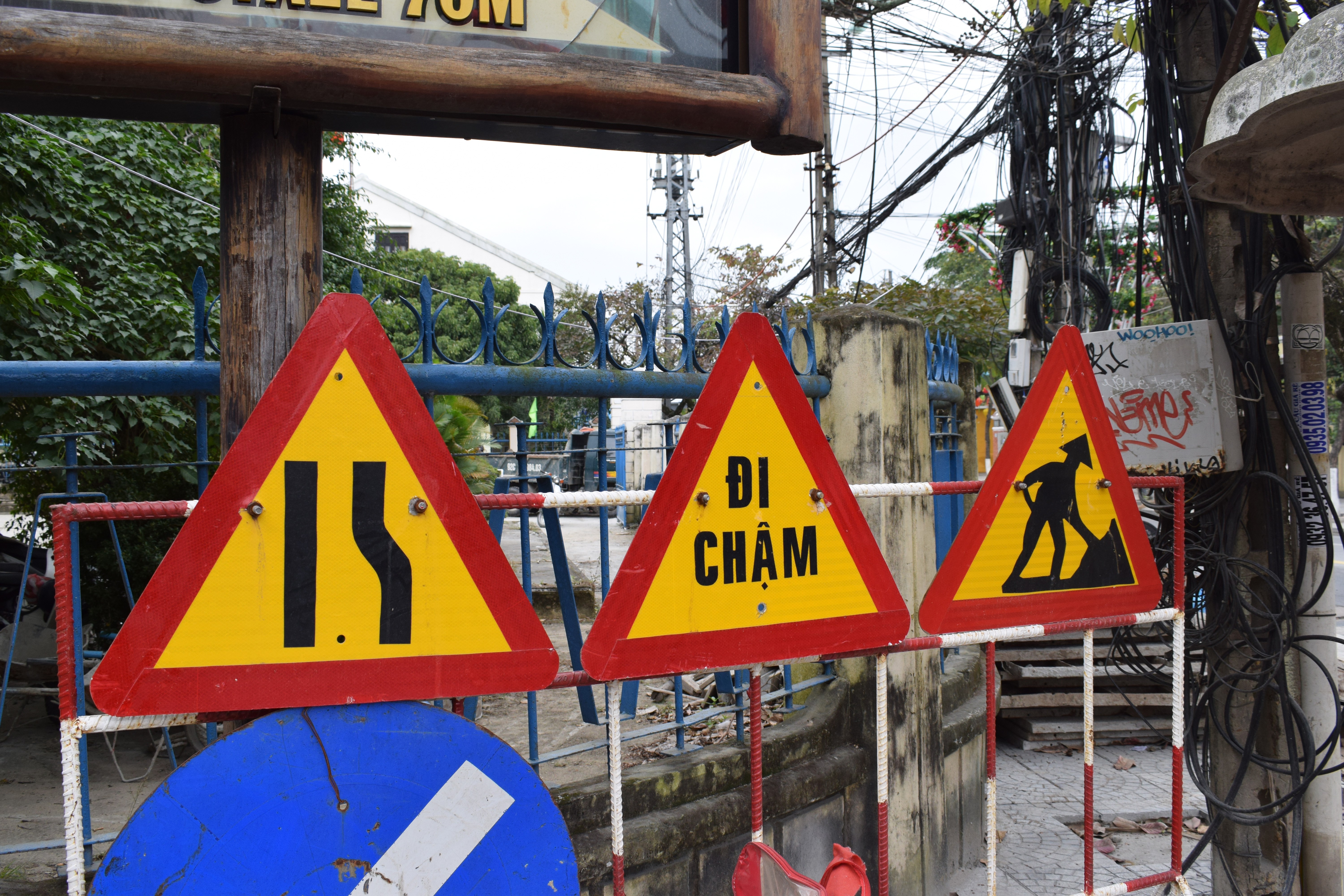
임시표지으로 사용되는 주의표지판
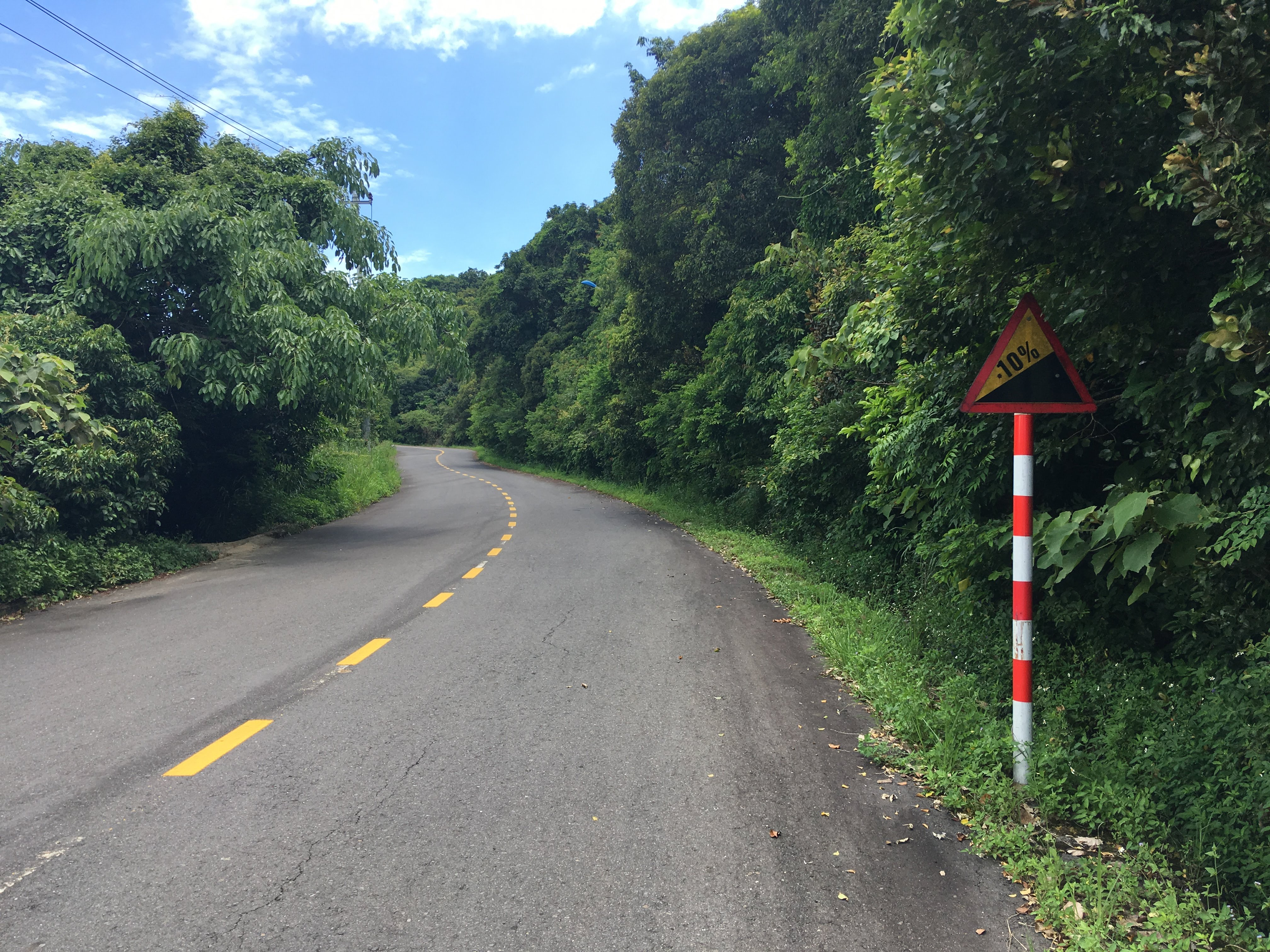
선짜군 W.220 표지판

## 같이 보기
- 베트남의 교통
- 도로표지 및 신호에 관한 빈 협약